# Carmen Bucarest
El Carmen Bucarest fue un equipo de fútbol de Rumania que alguna vez jugó en la Liga I, la primera división de fútbol en el país.

## Historia
Fue fundado en el año 1937 en la capital Bucarest con el nombre Mociornita Bucarest por el empresario Dumitru Mociornita e inició en la Liga III, pero luego de la reorganización del fútbol de Rumania al finalizar la Segunda Guerra Mundial, el club fue ubicado en la Liga I.
En la temporada de 1946/47 el club termina en segundo lugar por detrás del IT Arad, y por orden del gobierno fueron forzados a jugar un partido amistoso ante el FC Dinamo Tbilisi de la Unión Soviética, el cual tenían que perder por orden del gobierno porque se suponía que el partido era una especie de propaganda comunista, el Carmen aceptó jugar el partido, pero por su tendencia anticomunista decidieron no dejarse ganar.
La situación no fue de agrado para el gobierno y en el verano de 1947 justo una semana antes de que iniciara la temporada de 1947/48 las autoridades decidieron desaparecer al equipo porque según ellos, el nombre Carmen era sinónimo de burguesía.

## Nombres
- Mociorniţă (1937-38)
- Mociorniţă-Colţea (1938-41)
- Carmen Bucureşti (1941-47)

## Jugadores

### Jugadores destacados
| - Iuliu Baratky - Iosif Fabian - Valentin Stănescu | - Nicolae Simatoc - Kostas Humis - Gheorghe Popescu I | - Norberto Höfling - Bazil Marian - Angelo Niculescu |